# Schlindermanderscheid
Schlindermanderscheid (en luxemburguès: Schlënnermanescht; en alemany:  Schlindermanderscheid) és una vila de la comuna de Bourscheid situada al districte de Diekirch del cantó de Diekirch. Està a uns 36 km de distància de la ciutat de Luxemburg.